# Extraliga (pallavolo femminile, Ungheria)
La Extraliga è la massima serie del campionato ungherese di pallavolo femminile: al torneo partecipano otto squadre di club ungheresi e la squadra vincitrice si fregia del titolo di campione d'Ungheria.

## Albo d'oro
| Dal 1947 al 2022 la competizione è denominata Nemzeti Bajnokság I |                     |                        |                    |               |               |
| 1947 Dettagli                                                     | Columbia            | Ganz                   | NTE                |               |               |
| 1947-48 Dettagli                                                  | Columbia            | Ganz                   | Polgári Sör        |               |               |
| 1948-49 Dettagli                                                  | Ganz                | Háztartási Bolt        | Polgári Sör        |               |               |
| 1949-50 Dettagli                                                  | Ganz                | Csepeli Vasas          | BSE                |               |               |
| 1950 Dettagli                                                     | BSE                 | Édosz                  | Csepeli Vasas      |               |               |
| 1951 Dettagli                                                     | VTSK                | Vasas Ganzvillamossági | Haladás            |               |               |
| 1952 Dettagli                                                     | Haladás             | VTSK                   | VM Háztartási Bolt |               |               |
| 1953 Dettagli                                                     | Vasas Turbó         | Haladás                | VM Háztartási Bolt |               |               |
| 1953-54 Dettagli                                                  | Pénzügyminisztérium | VTSK                   | Haladás            |               |               |
| 1955 Dettagli                                                     | Pénzügyminisztérium | Vasas Turbó            | VM Háztartási Bolt |               |               |
| 1956                                                              | Non disputato       | Non disputato          | Non disputato      | Non disputato | Non disputato |
| 1957 Dettagli                                                     | Pénzügyminisztérium | VM Háztartási Bolt     | VTSK               |               |               |
| 1957-58 Dettagli                                                  | VM Háztartási Bolt  | Petőfi                 | BVSC Budapest      |               |               |
| 1958-59 Dettagli                                                  | Vasas Turbó         | Petőfi                 | VM Háztartási Bolt |               |               |
| 1959-60 Dettagli                                                  | VM Háztartási Bolt  | Petőfi                 | Vasas Turbó        |               |               |
| 1960-61 Dettagli                                                  | Petőfi              | Vasas Turbó            | Vörös Meteor       |               |               |
| 1961-62 Dettagli                                                  | Vasas Turbó         | Építok                 | Petőfi             |               |               |
| 1962-63 Dettagli                                                  | Újpest              | Építok                 | Vörös Meteor       |               |               |
| 1964 Dettagli                                                     | Újpest              | Vasas Turbó            | Vörös Meteor       |               |               |
| 1965 Dettagli                                                     | Újpest              | Vörös Meteor           | Vasas Turbó        |               |               |
| 1966 Dettagli                                                     | Újpest              | TFSE                   | NIM SE             |               |               |
| 1967 Dettagli                                                     | Újpest              | Vörös Meteor           | Elöre              |               |               |
| 1968 Dettagli                                                     | Újpest              | NIM SE                 | Elöre              |               |               |
| 1969 Dettagli                                                     | NIM SE              | Újpest                 | BKV Elöre          |               |               |
| 1970 Dettagli                                                     | Újpest              | NIM SE                 | BKV Elöre          |               |               |
| 1971 Dettagli                                                     | NIM SE              | Újpest                 | BKV Elöre          |               |               |
| 1972 Dettagli                                                     | NIM SE              | Újpest                 | BKV Elöre          |               |               |
| 1973 Dettagli                                                     | NIM SE              | Újpest                 | Spartacus          |               |               |
| 1974 Dettagli                                                     | NIM SE              | Újpest                 | Spartacus          |               |               |
| 1975 Dettagli                                                     | NIM SE              | Újpest                 | Spartacus          |               |               |
| 1976 Dettagli                                                     | NIM SE              | Újpest                 | Vasas Izzó         |               |               |
| 1977 Dettagli                                                     | NIM SE              | Újpest                 | Vasas Izzó         |               |               |
| 1978 Dettagli                                                     | NIM SE              | Vasas Izzó             | Újpest             |               |               |
| 1979 Dettagli                                                     | NIM SE              | Újpest                 | Vasas Izzó         |               |               |
| 1980 Dettagli                                                     | Vasas Izzó          | NIM SE                 | Újpest             |               |               |
| 1981 Dettagli                                                     | NIM SE              | Vasas Izzó             | Újpest             |               |               |
| 1981-82 Dettagli                                                  | Vasas Izzó          | Vasas                  | Újpest             |               |               |
| 1982-83 Dettagli                                                  | Tungsram            | Vasas                  | Újpest             |               |               |
| 1983-84 Dettagli                                                  | Tungsram            | Újpest                 | Vasas              |               |               |
| 1984-85 Dettagli                                                  | Tungsram            | Újpest                 | Spartacus          |               |               |
| 1985-86 Dettagli                                                  | Újpest              | Tungsram               | Alba Volán         |               |               |
| 1986-87 Dettagli                                                  | Újpest              | Tungsram               | Vasas              |               |               |
| 1987-88 Dettagli                                                  | Tungsram            | Újpest                 | BVSC Budapest      |               |               |
| 1988-89 Dettagli                                                  | Vasas               | Tungsram               | Eger               |               |               |
| 1989-90 Dettagli                                                  | Újpest              | Vasas                  | Eger               |               |               |
| 1990-91 Dettagli                                                  | Eger                | BVSC Budapest          | Tungsram           |               |               |
| 1991-92 Dettagli                                                  | Tungsram            | Eger                   | BVSC Budapest      |               |               |
| 1992-93 Dettagli                                                  | Tungsram            | Eger                   | Vasas              |               |               |
| 1993-94 Dettagli                                                  | Eger                | Tungsram               | Extrádé            |               |               |
| 1994-95 Dettagli                                                  | Eger                | Tungsram               | Vasas              |               |               |
| 1995-96 Dettagli                                                  | Eger                | Vasas                  | BSE                |               |               |
| 1996-97 Dettagli                                                  | Eger                | Vértes Volán           | BSE                |               |               |
| 1997-98 Dettagli                                                  | Eger                | BSE                    | Vértes Volán       |               |               |
| 1998-99 Dettagli                                                  | Vértes Volán        | BSE                    | Eger               |               |               |
| 1999-00 Dettagli                                                  | Nyíregyháza         | Eger                   | BSE                |               |               |
| 2000-01 Dettagli                                                  | Nyíregyháza         | Eger                   | BSE                |               |               |
| 2001-02 Dettagli                                                  | Nyíregyháza         | BSE                    | Jászberényi        |               |               |
| 2002-03 Dettagli                                                  | Nyíregyháza         | BSE                    | Vasas              |               |               |
| 2003-04 Dettagli                                                  | BSE                 | Vasas                  | Kecskeméti         |               |               |
| 2004-05 Dettagli                                                  | Vasas               | Nyíregyháza            | BSE                |               |               |
| 2005-06 Dettagli                                                  | BSE                 | Vasas                  | Nyíregyháza        |               |               |
| 2006-07 Dettagli                                                  | Nyíregyháza         | Gödöllõ                | BSE                |               |               |
| 2007-08 Dettagli                                                  | Vasas               | Nyíregyháza            | BSE                |               |               |
| 2008-09 Dettagli                                                  | BSE                 | Nyíregyháza            | Vasas              |               |               |
| 2009-10 Dettagli                                                  | BSE                 | Vasas                  | Gödöllõ            |               |               |
| 2010-11 Dettagli                                                  | BSE                 | Vasas                  | Újpest             |               |               |
| 2011-12 Dettagli                                                  | Vasas               | Gödöllõ                | BSE                |               |               |
| 2012-13 Dettagli                                                  | Vasas               | Gödöllõ                | Békéscsabai        |               |               |
| 2013-14 Dettagli                                                  | Békéscsabai         | Vasas                  | Gödöllõ            |               |               |
| 2014-15 Dettagli                                                  | Békéscsabai         | Vasas                  | Újpest             |               |               |
| 2015-16 Dettagli                                                  | Békéscsabai         | Vasas                  | Újpest             |               |               |
| 2016-17 Dettagli                                                  | Békéscsabai         | Vasas                  | Nyíregyháza        |               |               |
| 2017-18 Dettagli                                                  | Békéscsabai         | Nyíregyháza            | Újpest             |               |               |
| 2018-19 Dettagli                                                  | Vasas               | Nyíregyháza            | Békéscsabai        |               |               |
| 2019-20 Dettagli                                                  | Non assegnato       | Non assegnato          | Non assegnato      |               |               |
| 2020-21 Dettagli                                                  | Nyíregyháza         | Békéscsabai            | Vasas              |               |               |
| 2021-22 Dettagli                                                  | Vasas               | Békéscsabai            | Balatonfüred       |               |               |
| Dal 2022 la competizione è denominata Extraliga                   |                     |                        |                    |               |               |
| 2022-23 Dettagli                                                  | Vasas               | Békéscsabai            | Balatonfüred       |               |               |
| 2023-24 Dettagli                                                  | Vasas               | Kaposvári              | Békéscsabai        |               |               |

## Palmarès
| Squadra           | Titolo | Edizione                                                                        |
| ----------------- | ------ | ------------------------------------------------------------------------------- |
| NIM SE            | 11     | 1969, 1971, 1972, 1973, 1974, 1975, 1976, 1977, 1978, 1979, 1981                |
| Újpest            | 10     | 1962-63, 1964, 1965, 1966, 1967, 1968, 1970, 1985-86, 1986-87, 1989-90          |
| Vasas             | 9      | 1988-89, 2004-05, 2007-08, 2011-12, 2012-13, 2018-19, 2021-22, 2022-23, 2023-24 |
| Tungsram          | 8      | 1980, 1981-82, 1982-83, 1983-84, 1984-85, 1987-88, 1991-92, 1992-93             |
| BSE               | 7      | 1950, 1951, 2003-04, 2005-06, 2008-09, 2009-10, 2010-11                         |
| Eger              | 6      | 1990-91, 1993-94, 1994-95, 1995-96, 1996-97, 1997-98                            |
| Nyíregyháza       | 6      | 1999-00, 2000-01, 2001-02, 2002-03, 2006-07, 2020-21                            |
| Békéscsabai       | 5      | 2013-14, 2014-15, 2015-16, 2016-17, 2017-18                                     |
| Petőfi            | 3      | 1953-54, 1955, 1957                                                             |
| Ganz Villamossági | 3      | 1953, 1958-59, 1961-62                                                          |
| Columbia          | 2      | 1947, 1947-48                                                                   |
| Ganz              | 2      | 1948-49, 1949-50                                                                |
| VM Egyetértés     | 2      | 1957-58, 1959-60                                                                |
| Haladás           | 1      | 1952                                                                            |
| Vértes Volán      | 1      | 1998-99                                                                         |